# Ребекка Муамбо
Ребекка Ндоло Муамбо (англ. Rebecca Ndolo Muambo; нар. 16 липня 1985) — камерунська борчиня вільного стилю, чотириразова чемпіонка, дворазова срібна та бронзова призерка чемпіонатів Африки, срібна та дворазова бронзова призерка Африканських ігор, бронзова призерка Ігор Співдружності, учасниця Олімпійських ігор.

## Біографія
Боротьбою почала займатися з 2003 року. Тренується у тренувальному центрі FILA міста Тієс, Сенегал.

## Спортивні результати на міжнародних змаганнях

### Виступи на Олімпіадах
| Змагання                    | Збірна  | Вагова категорія | Місце |
| --------------------------- | ------- | ---------------- | ----- |
| Літні Олімпійські ігри 2016 | Камерун | 48 кг            | 16    |

### Виступи на Чемпіонатах світу
| Змагання                        | Збірна  | Вагова категорія | Місце |
| ------------------------------- | ------- | ---------------- | ----- |
| Чемпіонат світу з боротьби 2007 | Камерун | 48 кг            | 29    |
| Чемпіонат світу з боротьби 2011 | Камерун | 48 кг            | 32    |
| Чемпіонат світу з боротьби 2013 | Камерун | 48 кг            | 21    |
| Чемпіонат світу з боротьби 2014 | Камерун | 48 кг            | 20    |
| Чемпіонат світу з боротьби 2015 | Камерун | 48 кг            |       |

### Виступи на Чемпіонатах Африки
| Змагання                         | Збірна  | Вагова категорія | Місце  |
| -------------------------------- | ------- | ---------------- | ------ |
| Чемпіонат Африки з боротьби 2009 | Камерун | 48 кг            | 7      |
| Чемпіонат Африки з боротьби 2010 | Камерун | 48 кг            | Бронза |
| Чемпіонат Африки з боротьби 2011 | Камерун | 48 кг            | Золото |
| Чемпіонат Африки з боротьби 2012 | Камерун | 48 кг            | Золото |
| Чемпіонат Африки з боротьби 2013 | Камерун | 48 кг            | Срібло |
| Чемпіонат Африки з боротьби 2014 | Камерун | 48 кг            | Срібло |
| Чемпіонат Африки з боротьби 2015 | Камерун | 48 кг            | Золото |
| Чемпіонат Африки з боротьби 2016 | Камерун | 48 кг            | Золото |

### Виступи на Африканських іграх
| Змагання                 | Збірна  | Вагова категорія | Місце  |
| ------------------------ | ------- | ---------------- | ------ |
| Всеафриканські ігри 2003 | Камерун | 48 кг            | Бронза |
| Всеафриканські ігри 2007 | Камерун | 48 кг            | Бронза |
| Африканські ігри 2015    | Камерун | 48 кг            | Срібло |

### Виступи на Іграх Співдружності
| Змагання                | Збірна | Вагова категорія | Місце  |
| ----------------------- | ------ | ---------------- | ------ |
| Ігри Співдружності 2014 | Канада | 48 кг            | Бронза |

### Виступи на інших змаганнях
| Змагання                                                                | Збірна  | Вагова категорія | Місце  |
| ----------------------------------------------------------------------- | ------- | ---------------- | ------ |
| Олімпійський кваліфікаційний турнір з вільної боротьби 2008 (Хапаранда) | Камерун | 48 кг            | 22     |
| Олімпійський кваліфікаційний турнір з вільної боротьби 2012 (Тайюань)   | Камерун | 48 кг            | Бронза |
| Гран-прі «Іван Яригін» 2013                                             | Камерун | 48 кг            | 10     |
| Гран-прі Іспанії з боротьби 2013                                        | Камерун | 48 кг            | 8      |
| Турнір Олександра Медведя 2016                                          | Камерун | 48 кг            | 15     |
| Олімпійський кваліфікаційний турнір з вільної боротьби 2016 (Алжир)     | Камерун | 48 кг            | Срібло |